# Cylindera lemniscata
Cylindera lemniscata es una especie de escarabajo del género Cylindera, tribu Cicindelini, familia Carabidae. Fue descrita científicamente por LeConte en 1854.
Se distribuye por Estados Unidos, México y Colombia. La especie se mantiene activa durante todos los meses del año excepto en febrero y diciembre.